# مورنوایس
مورنوایس (به آلمانی: Moorenweis) یک شهر در آلمان است که در بایرن واقع شده‌است.

## خصوصیات
مورنوایس ۴۶٫۴۵ کیلومترمربع مساحت دارد ۵۵۰-۵۹۵ متر بالاتر از سطح دریا واقع شده‌است.